# Rubik's 360
Le Rubik's 360 est un casse-tête du créateur du Rubik's cube, Ernő Rubik. Il est de forme sphérique et allie méthode et dextérité. En effet, la gravité joue un grand rôle dans ce casse-tête.

## Historique
Le Rubik's 360 est inventé en 2009 par Ernő Rubik.
Le nouveau casse tête a été présenté pour la première fois au salon du jeu de Nuremberg en Allemagne, le 5 février 2009. Pour l'anecdote, un speedcuber anglais Dan Harris fut l'un des premiers à essayer le Rubik's 360. Il déclara avoir mis 2 jours à résoudre le puzzle, alors que 10 secondes lui suffisent pour résoudre le Rubik's cube.

## Description et principe
Le Rubik's 360 est composé de trois sphères de tailles différentes, imbriquées les unes dans les autres. On compte donc une sphère extérieure, celle que l'on tient dans ses mains, une sphère intermédiaire, et une petite sphère. La sphère intérieure est percée d'un trou, et la sphère intermédiaire présente deux orifices (c.f. illustration).
Les trois sphères sont maintenues concentriques par deux liaisons pivot à 45 degrés l'une de l'autre, formant une suspension à cardan, similaire à ce qu'on rencontre dans les gyroscopes. Dans chacune des deux sphères internes, un contrepoids de quelques grammes tend à maintenir les trous orientés vers le haut.
Sur la grande sphère se trouvent des capsules de six couleurs différentes, celles des billes. Ces capsules sont en fait des réceptacles pour recevoir les billes. Le principe est donc simple, il faut faire passer chaque bille à travers les trous des deux plus petites sphères, pour les enfermer dans les capsules. Chaque bille doit aller dans la capsule de sa couleur. Les deux molettes noires visibles sur l'image permettent de bloquer les billes dans leurs capsules, chaque molette  commandant l'accès à trois réceptacles.
Ce puzzle est très différent du Rubik's cube. Le Rubik's 360 est un jeu d'adresse, puisqu'il repose en grande partie sur la gravité (et le phénomène de blocage de cardan), contrairement au Rubik's cube qui utilise les mathématiques.